# (11908) Nicaragua
(11908) Nicaragua ist ein Asteroid des äußeren Hauptgürtels, der am 4. April 1992 von dem belgischen Astronomen Eric Walter Elst am La-Silla-Observatorium der Europäischen Südsternwarte in Chile (IAU-Code 809) entdeckt wurde.
Der mittlere Durchmesser des Asteroiden wurde mit 8,799 km (± 0,221) berechnet, die Albedo mit 0,083 (± 0,012). Die Rotationsperiode von (11908) Nicaragua wurde 2009 und 2020 von Brian D. Warner sowie 2018 von Jofes Ďurech, Josef Hanuš und Víctor Manuel Alí-Lagoa untersucht. Die Lichtkurven reichten jedoch nicht zu einer Bestimmung aus.
Der Asteroid wurde am 5. März 2015 nach dem zentralamerikanischen Staat Nicaragua benannt.